# 239 TCN
239 TCN là một năm trong lịch La Mã. 